# Göran Waxberg
Göran Waxberg, född den 23 maj 1919, död 2007, var en svensk mångkampare och veterinär. Vid Europamästerskapen i Oslo 1946 tog han brons i tiokampen. Han vann SM i femkamp 1943 till 1945 och i tiokamp 1942 till 1945. Han tävlade för Stockholms Studenters IF.
I Stockholm studerade Waxberg vid Veterinärhögskolan. När han tagit veterinärexamen slutade han med friidrotten, men fortsatte ägna sig åt tennis och golf. Han flyttade till Höganäs 1970. Där hade han egen mottagning, men han har också varit stadsveterinär i Helsingborg.